# رامیرو کاستیو
رامیرو کاستیو (اسپانیایی: Ramiro Castillo‎; ۲۷ مارس ۱۹۶۶ – ۱۸ اکتبر ۱۹۹۷) بازیکن فوتبال اهل بولیوی بود.
از باشگاه‌هایی که در آن بازی کرده‌است می‌توان به باشگاه فوتبال ریور پلاته، باشگاه فوتبال استرونگست، باشگاه فوتبال اتلتیکو پلاتینزه، باشگاه فوتبال روساریو سنترال، باشگاه فوتبال آرژانتینوس جونیورز، و باشگاه فوتبال بولیوار اشاره کرد.
وی همچنین در تیم ملی فوتبال بولیوی بازی کرده‌است.